# Consol

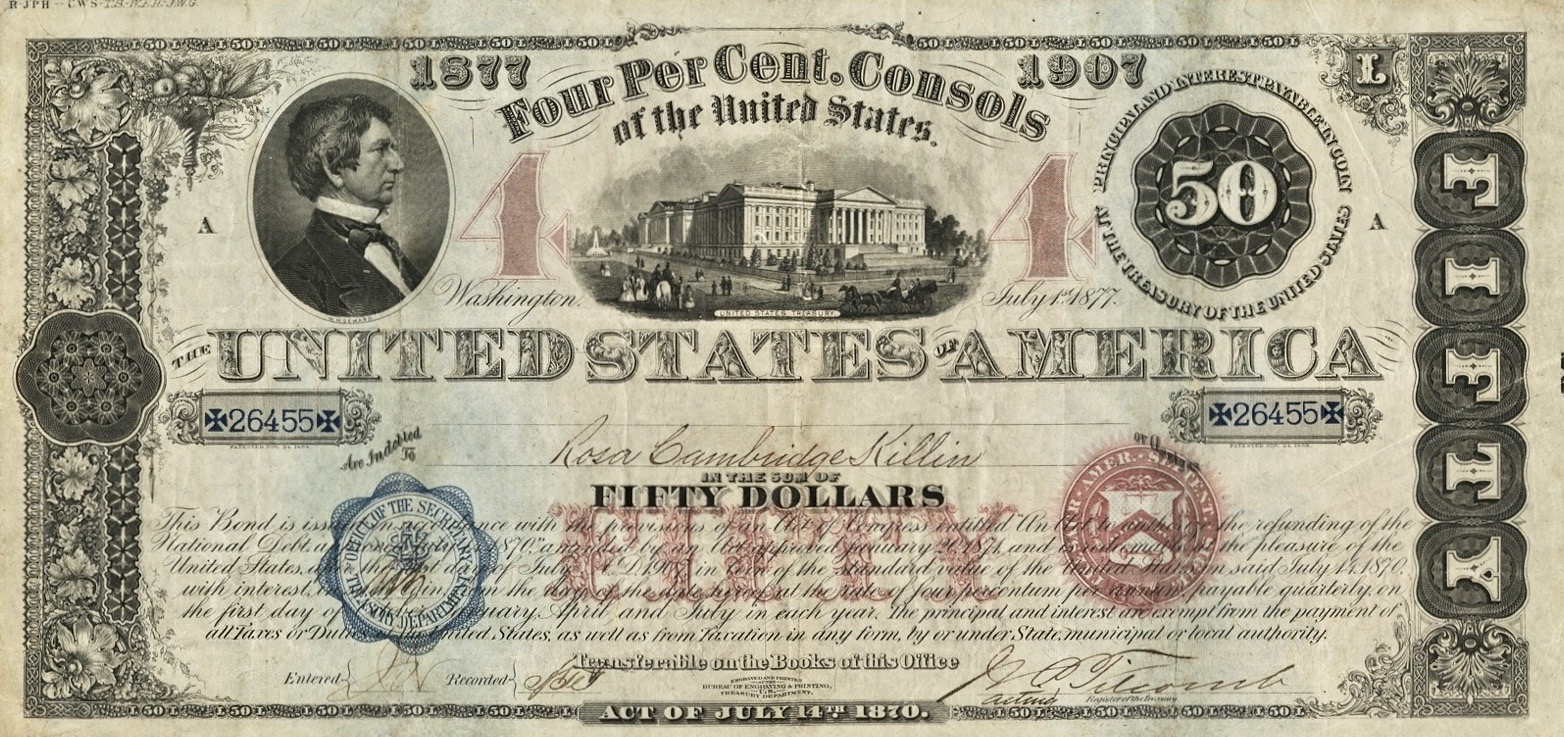
Titolo Consol al 4% del governo statunitense

I Consol (abbreviativo di consolidated annuities, annualità consolidate, ma successivamente ha iniziato a significare stock consolidato) era un nome dato a certi titoli di debito governativi di durata perpetua riscattabili su opzione del governo.
Furono creati dal governo degli Stati Uniti e dalla Banca d'Inghilterra.
I primi consol britannici furono istituiti nel 1751. Ora sono stati completamente riscattati. Le prime consol del governo degli Stati Uniti, invece furono emesse nel 1870.

## Storia
Nel 1752, il Cancelliere dello Scacchiere e Primo Ministro Sir Henry Pelham convertì tutte le emissioni arretrate di titoli di stato rimborsabili in un'obbligazione, Consolidated 3.5% Annuities, al fine di ridurre la cedola (tasso d'interesse) pagata sul debito pubblico.
Nel 1757, il tasso d'interesse annuale sui titoli fu ridotto al 3%, rendendo i titoli dei Consolidated 3% Annuities. Il tasso d'interesse nominale restò al 3% fino al 1888. Nel 1888, il Cancelliere dello Scacchiere, George Joachim Goschen, convertì i Consolidated 3% Annuities, insieme ai Reduced 3% Annuities (emessi nel 1752) e ai New 3% Annuities (1855), in una nuova obbligazione, il 23⁄4% Consolidated Stock, secondo il National Debt (Conversion) Act del 1888. In base a tale legge, il tasso d'interesse dei titoli fu ridotto a 2,5% nel 1903, e si stabilì come prima data per il rimborso il 5 aprile 1923; dopo tale data, i titoli potevano essere rimborsati al loro valore nominale con un Act of Parliament.
Nel 1927, il Cancelliere Winston Churchill emise un nuovo titolo di debito, i 4% Consols, a parziale rifinanziamento dei National War Bonds emessi nel 1917 durante la prima guerra mondiale.

### Evoluzione dei 2,5% Consolidated Stock
| Anno/Data     | Descrizione                             |
| ------------- | --------------------------------------- |
| 1751          | Emissione dei primi consol              |
| 1752          | Consolidated 3.5% Annuities             |
| 1752          | Reduced 3% Annuities                    |
| 1757          | Consolidated 3% Annuities               |
| 1855          | New 3% Annuities                        |
| 1888          | National Debt (Conversion) Act del 1888 |
| 1888          | 23⁄4% Consolidated Stock                |
| 1903          | 21⁄2% Consolidated Stock                |
| 5 aprile 1923 | prima data di rimborso                  |
| 1923          | 21⁄2% Consolidated Stock                |

### Rimborso finale
Il 31 ottobre 2014, il governo britannico annunciò che avrebbe rimborsato completamente i 4% Consols all'inizio del 2015. L'operazione fu effettivamente conclusa il 1º febbraio 2015, e il governo rimborsò anche i titoli al 31⁄2% e al 3% tra marzo e maggio dello stesso anno. Gli ultimi titoli, al 23⁄4% e al 21⁄2%, furono rimborsati il 5 luglio 2015. La sezione 124 della legge di bilancio 2015 pose le basi legali per la fine dei consol.

## Valore attuale dei consol
Sia {\displaystyle C} la cedola costante, pagata annualmente. Dato che il tasso d'interesse nominale sui consol è costante, il valore attuale dei pagamenti futuri sarà
{\displaystyle {\begin{aligned}VA&=\displaystyle {\frac {1}{1+i}}C+{\frac {1}{(1+i)^{2}}}C+\dots \\&={\frac {1}{1+i}}\left[\sum _{j=0}^{+\infty }{\frac {1}{(1+i)^{j}}}\right]C,\end{aligned}}}
dove il termine tra parentesi quadre è una serie geometrica convergente. Può perciò essere dimostrato che l'espressione sopra converge a
{\displaystyle VA={\frac {C}{i}}}.
Il valore atteso di un consol bond è dunque semplicemente uguale al rapporto tra il valore della cedola {\displaystyle C} e il tasso d'interesse nominale {\displaystyle i}.

## Riferimenti nella letteratura
Data la loro lunga storia, riferimenti ai consol si possono trovare in vari luoghi, tra cui Orgoglio e pregiudizio di Jane Austen, David Copperfield di Charles Dickens, Casa Howard di E. M. Forster, La fiera della vanità di William Makepeace Thackeray, Schiavo d'amore di William Somerset Maugham e La saga dei Forsyte di John Galsworthy.